# تعريف لغوي
التعريف اللغوي هو: تحديد المعنى المقصود من الكلمة في استعمال العرب، ومصدر التعاريف اللغوية هي المعاجمُ اللغوية لا سيما الأُمَّهات منها.

## التعريف اللغوي
التعريف اللغوي هو: تحديد المعنى المقصود من اللفظ أي: ما يراد منه في اللغة، ويكون بمعنى: تحديد معنى الكلمة فيما يسمى: علم معاني المفردات، أحد أنواع علوم اللغة.
ويكون بمعنى: تفسير المقصود من اللفظ، بصفة عامة، بخلاف المعنى الاصطلاحي فيكون المعنى فيه مخصوصا.

### معنى تعريف
التعريف هو ضد التنكير، والمعروف ضد المنكر، والتعريف من المصطلحات العلمية، وهو أساس العلم، الذي هو بمعنى: المعرفة الإنسانية، والتعريف يفيد معنى: معرفة، والمعرفة هي العلم، فكما أن الشخص يعرف باسمه، وصفاته وخصائصه التي يتميز بها، فالتعريف مبدء العلم، وهو إما أن يكون بمعنى الحد أو الرسم، ويكون التعريف لماهية الشيء من مكوناتها والخصائص التي تعرف بها الماهية.

### المعنى اللغوي
المعنى اللغوي هو معنى اللفظ في اللغة، ومعنى اللفظ أي ما يقصد منه أو ما يراد منه.
والمقصود به أي الموضوع لإفادة معنى، وكون هذا المعنى لغويا أي أنه مستفاد من اللغة.
ويكون مرجع هذا التعريف كتب اللغة، الذي هو بمعنى علم معاني المفردات وهو أحد أنواع العلوم اللغوية 0

### معاني المفردات اللغوية
تؤخذ معاني المفردات العربية من كتب اللغة وهي التي تعد مراجع لغوية لتفسير معنى اللفظ، وقد وضع علم معاني المفردات في مراجع حسب الحرف التي تحدد من خلالها مصادر الكلمات، وتسمى قواميس اللغة أو معاجم اللغة.